# Renzo López
Renzo López Patrón (Montevideo, Uruguay, 16 de abril de 1994) es un futbolista uruguayo, juega como delantero en Esporte Clube Vitória de la Brasileirao.
Surgió de las formativas de Nacional (integrando desde 2006 la lista de máximos goleadores de las inferiores del club).

## Trayectoria
Debutó en Primera División el 13 de enero de 2012, por la semifinal del torneo amistoso de la Copa Bimbo, contra el clásico rival Peñarol.
Más tarde, Rentistas, Racing de Montevideo o Sud América. Con el cuadro buzón en el último semestre de 2016, disputó 13 partidos (5 como titular) y marcó 4 goles.
En enero de 2017, el delantero uruguayo se convierte en refuerzo del Extremadura, de la Segunda División de España.
En julio de 2023, se convirtió en refuerzo de Tigre, donde firmó contrato hasta el 31 de diciembre de 2025.
Luego de rescindir su contrato con Tigre en 2024, firmó un contrato por 3 años con el Independiente del Valle de Ecuador.

## Clubes
| Club                            | País           | Año       |
| ------------------------------- | -------------- | --------- |
| Nacional                        | Uruguay        | 2014-2017 |
| → Rentistas (cedido)            | Uruguay        | 2014      |
| → Racing (cedido)               | Uruguay        | 2015-2016 |
| → Sud América (cedido)          | Uruguay        | 2016      |
| → Extremadura (cedido)          | España         | 2017      |
| → Plaza Colonia (cedido)        | Uruguay        | 2017      |
| Kyoto Sanga                     | Japón          | 2018-2019 |
| → O'Higgins (cedido)            | Chile          | 2019      |
| → Sagan Tosu (cedido)           | Japón          | 2020      |
| → Montevideo Wanderers (cedido) | Uruguay        | 2021      |
| Plaza Colonia                   | Uruguay        | 2021      |
| Central Córdoba (SdE)           | Argentina      | 2022      |
| Al-Batin F. C.                  | Arabia Saudita | 2023      |
| Tigre                           | Argentina      | 2023      |
| Independiente del Valle         | Ecuador        | 2024      |
| Al-Fayha F. C.                  | Arabia Saudita | 2024-2025 |
| E.C. Vitória                    | Brasil         | 2025-act. |

## Estadísticas

### Clubes
Actualizado al último partido disputado el 3 de agosto de 2024.
| Club                              | Div.          | Temporada     | Liga  | Liga  | Copas nacionales | Copas nacionales | Copas internacionales | Copas internacionales | Total | Total |
| Club                              | Div.          | Temporada     | Part. | Goles | Part.            | Goles            | Part.                 | Goles                 | Part. | Goles |
| --------------------------------- | ------------- | ------------- | ----- | ----- | ---------------- | ---------------- | --------------------- | --------------------- | ----- | ----- |
| Rentistas · Uruguay               | 1.ª           | 2013-14       | 2     | 0     | —                | —                | —                     | —                     | 2     | 0     |
| Rentistas · Uruguay               | Total club    | Total club    | 2     | 0     | 0                | 0                | 0                     | 0                     | 2     | 0     |
| Racing · Uruguay                  | 1.ª           | 2014          | 8     | 0     | —                | —                | —                     | —                     | 8     | 0     |
| Racing · Uruguay                  | 1.ª           | 2015          | 15    | 3     | —                | —                | —                     | —                     | 15    | 3     |
| Racing · Uruguay                  | Total club    | Total club    | 23    | 3     | 0                | 0                | 0                     | 0                     | 23    | 3     |
| Sud América · Uruguay             | 1.ª           | 2016          | 13    | 4     | —                | —                | —                     | —                     | 13    | 4     |
| Sud América · Uruguay             | Total club    | Total club    | 13    | 4     | 0                | 0                | 0                     | 0                     | 13    | 4     |
| Extremadura · España              | 2.ª           | 2016-17       | 9     | 0     | —                | —                | —                     | —                     | 9     | 0     |
| Extremadura · España              | Total club    | Total club    | 9     | 0     | 0                | 0                | 0                     | 0                     | 9     | 0     |
| Plaza Colonia · Uruguay           | 1.ª           | 2017          | 13    | 8     | —                | —                | —                     | —                     | 13    | 8     |
| Kyoto Sanga Japón                 | 2.ª           | 2018          | 37    | 11    | 0                | 0                | —                     | —                     | 37    | 11    |
| Kyoto Sanga Japón                 | Total club    | Total club    | 37    | 11    | 0                | 0                | 0                     | 0                     | 37    | 11    |
| O'Higgins · Chile                 | 1.ª           | 2019          | 12    | 1     | 1                | 1                | —                     | —                     | 13    | 2     |
| O'Higgins · Chile                 | Total club    | Total club    | 12    | 1     | 1                | 1                | 0                     | 0                     | 13    | 2     |
| Sagan Tosu Japón                  | 1.ª           | 2020          | 14    | 3     | 1                | 0                | —                     | —                     | 15    | 3     |
| Sagan Tosu Japón                  | Total club    | Total club    | 14    | 3     | 1                | 0                | 0                     | 0                     | 15    | 3     |
| Montevideo Wanderers · Uruguay    | 1.ª           | 2021          | 14    | 4     | —                | —                | 2                     | 0                     | 16    | 4     |
| Montevideo Wanderers · Uruguay    | Total club    | Total club    | 14    | 4     | 0                | 0                | 2                     | 0                     | 16    | 4     |
| Plaza Colonia · Uruguay           | 1.ª           | 2021          | 15    | 5     | —                | —                | —                     | —                     | 15    | 5     |
| Plaza Colonia · Uruguay           | Total club    | Total club    | 28    | 13    | 0                | 0                | 0                     | 0                     | 28    | 13    |
| Central Córdoba (SdE) Argentina   | 1.ª           | 2022          | 30    | 16    | 1                | 0                | —                     | —                     | 31    | 16    |
| Central Córdoba (SdE) Argentina   | Total club    | Total club    | 30    | 16    | 1                | 0                | 0                     | 0                     | 31    | 16    |
| Al-Batin Arabia Saudita           | 1.ª           | 2022-23       | 18    | 8     | 0                | 0                | —                     | —                     | 18    | 8     |
| Al-Batin Arabia Saudita           | Total club    | Total club    | 18    | 8     | 0                | 0                | 0                     | 0                     | 18    | 8     |
| Tigre Argentina                   | 1.ª           | 2023          | 7     | 0     | 0                | 0                | —                     | —                     | 7     | 0     |
| Tigre Argentina                   | Total club    | Total club    | 7     | 0     | 0                | 0                | 0                     | 0                     | 7     | 0     |
| Independiente del Valle · Ecuador | 1.ª           | 2024          | 14    | 6     | 1                | 0                | 7                     | 0                     | 22    | 6     |
| Independiente del Valle · Ecuador | Total club    | Total club    | 14    | 6     | 1                | 0                | 7                     | 0                     | 22    | 6     |
| Total carrera                     | Total carrera | Total carrera | 221   | 69    | 4                | 1                | 9                     | 0                     | 234   | 70    |
| 1. 2.                             |               |               |       |       |                  |                  |                       |                       |       |       |